# Ulf Kristersson
Ulf Kristersson, né le 29 décembre 1963 à Lund, est un homme d'État suédois. Il est le chef des Modérés depuis octobre 2017 et Premier ministre depuis le 18 octobre 2022.

## Carrière politique

### Ascension
Devenu le dirigeant de la branche jeunesse du parti des Modérés en 1988, Ulf Kristersson devient rapidement de plus en plus influent au sein de son parti, faisant son entrée au Parlement en 1991. Il perd toutefois la présidence des Jeunesses conservatrices en 1992 au profit de Fredrik Reinfeldt. Il lui était alors reproché son dilettantisme et son goût plus prononcé pour la communication que pour la réflexion politique. 
Il est brièvement directeur de la communication d’un cabinet de conseil puis adjoint au maire de la ville de Strängnäs. Il est ensuite responsable des affaires sociales de l’agglomération de Stockholm de 2006 et 2010. 
Il est ministre de la Sécurité sociale du gouvernement de Fredrik Reinfeldt entre 2010 et 2014, et député au Riksdag entre 1994 et 2000, et de nouveau depuis 2014. Il a aussi été maire de la commune de Strängnäs.
Parallèlement à sa carrière politique,  il poursuit une carrière de communicant ou de cadre dans une structure proche du patronat ou d’une organisation dévolue à l’adoption.

### Chef des Modérés
Ulf Kristersson est depuis le 1er octobre 2017 à la tête du parti des Modérés. Il a succédé à Anna Kinberg Batra, démissionnaire à la suite des critiques concernant son leadership plusieurs mois après avoir annoncé ne plus considérer comme tabou une alliance avec les démocrates suédois, provoquant une baisse notable du parti dans les sondages
Le 2 octobre 2018, le président du Parlement Andreas Norlén le charge de former un nouveau gouvernement dans un délai de deux semaines. Le 9 octobre, il annonce que le Parti social-démocrate du premier ministre sortant Stefan Löfven rejette les négociations sur un accord de gouvernement. Le 13 octobre, le chef des Libéraux Jan Björklund et la dirigeante du Parti du centre Annie Lööf, annoncent ne pas soutenir un gouvernement minoritaire formé des seuls Modérés et Chrétiens-démocrates, comme Kristersson l'avait proposé la veille. Le 14 octobre, il annonce avoir échoué à former un gouvernement de coalition de centre-droit et appelle le président du Parlement à proposer ce mandat à un autre candidat.
Le 14 novembre 2018, par 195 voix contre 154, le Riksdag rejette sa candidature au poste de premier ministre. Le vote est historique, car c'est la première fois qu'un candidat au poste de premier ministre est rejeté par le Riskdag depuis l'abolition de la législature bicamérale en 1971.
En 2021, il se déclare ouvert à l'idée d'une alliance avec le parti d’extrême droite Démocrates de Suède (SD) pour devancer la coalition de centre gauche. Il affirmait jusqu'en 2018 qu'il n'accepterait « jamais aucune collusion » avec le SD.

### Premier ministre

#### Élections législatives de 2022
Lors des élections législatives du 11 septembre 2022, le bloc de droite, renforcé par le soutien des Démocrates de Suède, remporte une courte majorité au Riksdag avec 176 députés sur 349. Le 19 septembre, le président du Riksdag, Andreas Norlén, charge Ulf Kristersson de constituer le prochain gouvernement. Celui-ci demande le 12 octobre deux jours de délai supplémentaire pour boucler ses négociations, qu'il obtient.

#### Accord de gouvernement
Le 14 octobre, il annonce avoir conclu un accord pour former une coalition avec les Chrétiens-démocrates (KD) et Les Libéraux (L), bénéficiant du soutien sans participation des Démocrates de Suède. Il est élu le  17 octobre suivant Premier ministre par le Riksdag, recevant 176 voix pour et 173 contre et devenant le premier chef de l'exécutif suédois à dépendre du soutien d'un parti d'extrême droite. Avec 19,1 % des voix pour son parti, Ulf Kristersson est le premier ministre le plus mal élu depuis 1978. Il entame son mandat avec un taux de popularité sensiblement plus bas que celui de la Première ministre sortante Magdalena Andersson.
L'accord de coalition donne une place prépondérante au programme des Démocrates de Suède sur les politiques d'immigration et de sécurité. Si l'extrême droite n'obtient aucun ministère, elle sera représentée au niveau du gouvernement par un bureau de coordination, où siégeront des responsables du parti, qui travailleront avec les équipes des ministères. Le budget sera préparé par les quatre formations tandis que les chefs des partis formeront un « cabinet intérieur », chargé de veiller à la mise en œuvre de la politique définie par l’accord.
Le programme commun insiste en particulier sur la lutte contre la criminalité, la réduction de l'immigration et la relance de l’énergie nucléaire. Le quota de réfugiés accueillis chaque année serait drastiquement réduit, passant de 6 400 à 900. Les nouvelles autorités prévoient également des expulsions pour « mauvaise conduite ». En matière de politique sécuritaire, il est question d'autoriser des fouilles en l’absence de comportement suspect dans certains quartiers jugés sensibles, d'alourdir les peines prévues et d'ouvrir la possibilité de témoigner anonymement en justice. Une interdiction nationale de la mendicité sera expérimentée. L'accord prévoit également une révision à la baisse des objectifs de la Suède concernant les émissions de gaz à effet de serre, une réduction de l'aide au développement et de possibles privatisations.

#### Politique étrangère
Afin de faire adhérer la Suède à l'OTAN, Ulf Kristersson accepte les conditions du président turc, Recep Tayyip Erdoğan — qui menaçait d'y opposer son veto —, portant sur l’extradition vers la Turquie de militants kurdes réfugiés en Suède. Le régime turc a publié une liste de 45 personnes dont elle souhaite l’extradition depuis la Finlande et la Suède.
Dans le même temps, les relations de la Suède avec les pays musulmans sont mises à mal par les autodafés répétés de coran par des militants d’extrême droite devant des ambassades de pays musulmans, et par les déclarations islamophobes de dirigeants du parti Démocrates de Suède.
Pour la première fois en cinquante ans, la Suède renonce en 2023 à consacrer 1 % de son revenu brut national (RNB) à l’aide publique au développement (APD). Les fonds sont par ailleurs essentiellement redirigés vers l'Ukraine. D'après l'historien David Nilsson, la réforme de l’APD est « une conséquence du contexte géopolitique », combinant « la candidature du pays à l’OTAN et la montée du nationalisme ».

#### Politique environnementale
Le gouvernement est critiqué pour sa politique climatique jugée peu ambitieuse et son incapacité à expliquer comment il compte atteindre les objectifs de réduction des émissions de gaz à effet de serre. Le Conseil de la politique climatique suédois relève dans son rapport annuel, en 2023, que le pays est en train de « perdre sa vitesse de croisière » et constate que, pour la première fois en vingt ans, les mesures annoncées par le gouvernement « vont augmenter les émissions à court terme ». Les Démocrates de Suèdes, membres de la majorité, plaident pour que la Suède abandonne officiellement l'objectif de neutralité carbone fixé à 2045.

#### Questions économiques
Le pays fait rapidement face à des difficultés économiques. L'inflation grimpe à  9,3 % sur un an en juillet 2023, tandis que les taux d’intérêt s'envolent, provoquant un accroissement de l'endettement des ménages et des entreprises. La couronne suédoise atteint en août 2023 son niveau le plus bas face à l’euro, avec un taux de change de 1 euro pour 12 couronnes. Les analystes économiques estiment que la Suède est en récession sur l'année 2023 et prévoient une hausse du chômage.

### Positions
Engagé en faveur du néolibéralisme, Ulf Kristersson fait de la réduction des prestations sociales sa priorité. Dans son livre Non-Working Generation, sorti en 1994, il compare la réglementation du marché du travail et le système de protection sociale en Suède à l'apartheid en Afrique du Sud, estimant qu'il s'agit d'un « système oppressif encourageant à l'assistanat ». Il promet par ailleurs de baisser la fiscalité pour les entreprises.

## Controverses

### Occupation d'un logement destiné aux femmes battues
Alors qu'il est responsable des affaires sociales de l’agglomération de Stockholm de 2006 et 2010, la presse révèle qu'il occupe un appartement normalement destiné à des femmes victimes de violence. Une enquête pour corruption est ouverte puis abandonnée.

### Lapsus sur le droit d'Israël à commettre un génocide
Le 21 novembre 2023, lors d'une séance de questions-réponses au Pustervik (sv) de Göteborg, il affirme que « la Suède et l'UE sont d'accord quant au fait qu'Israël a le droit de géno- », avant de se reprendre et de déclarer « de se défendre dans le cadre du droit international ». Son lapsus entre folk (« peuple » et préfixe du mot folkmord, « génocide ») et försvar (« défense ») est extrêmement mal reçu par le public, qui y voit un aveu quant au fait que les actions militaires entreprises par Israël dans la bande de Gaza constituent un acte de génocide,,,. 

## Vie personnelle
Marié à une communicante, Ulf Kristersson est père de trois filles adoptées en Chine. Il habite à Strängnäs, au sud de Stockholm, dans une villa de 246 m2.